# Río Putagán
El Río Putagán es un curso natural de agua que nace en el cerro Piuqenes y fluye en la Provincia de Linares, Región del Maule, en Chile. 

## Trayecto
El Río Putagán se origina en la zona precordillerana de los Andes , corriendo de este a oeste, pasa al sur de la localidad de Capilla Palacios; después, al sur de Yerbas Buenas, y luego, junto a la localidad de Putagán. A lo largo de su curso, el río forma el límite norte de la comuna de Linares con las de (yendo de este a oeste): Colbún, Yerbas Buenas y Villa Alegre, antes de desembocar en el río Loncomilla.
Con una longitud de 55 km medidos desde su nacimiento hasta la confluencia con el Loncomilla, posee una pendiente media de 3,52% y una temperatura media en la subcuenca de 13,2 °C, abarca una extensión de 966 km².: 40 

## Caudal y régimen
Para la subcuenca del río Loncomilla, a la cual pertenecen los ríos Perquilauquén, Cauquenes, Purapel, Longaví, Achibueno, Ancoa, Putagán y el estero Curipeumo, el informe de la Dirección General de Aguas consigna un régimen pluvial, con importantes crecidas en meses de invierno y bajos en verano. En años húmedos los mayores caudales se dan entre los meses mayo y julio, resultado de las lluvias invernales. En años secos los caudales no muestran grandes variaciones, produciéndose sus máximos en los meses de invierno, salvo en la estación Ancoa en el Morro, que muestra sus mayores caudales para años secos en primavera. El período de menores caudales se observa en el trimestre dado por los meses de enero, febrero y marzo, debido a la ausencia de lluvias.: 71 

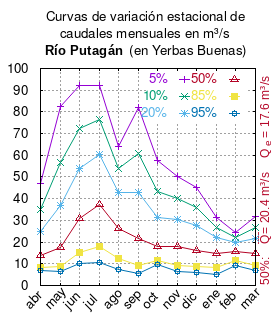
Curva de variación estacional del río Putagán en Yerbas Buenas. Solo una vez cada 20 años (5%) el Putagán alcanza o excede los 90 m³/s en invierno. Una vez cada 2 años (50%), el caudal del río alcanza o excede los 35 m³/s en julio.

El caudal del río (en un lugar fijo) varía en el tiempo, por lo que existen varias formas de representarlo. Una de ellas son las curvas de variación estacional que, tras largos periodos de mediciones, predicen estadísticamente el caudal mínimo que lleva el río con una probabilidad dada, llamada probabilidad de excedencia. La curva de color rojo ocre (con {\displaystyle {\color {Red}\vartriangle }}) muestra los caudales mensuales con probabilidad de excedencia de un 50%. Esto quiere decir que ese mes se han medido igual cantidad de caudales mayores que caudales menores a esa cantidad. Eso es la mediana (estadística), que se denota Qe, de la serie de caudales de ese mes. La media (estadística) es el promedio matemático de los caudales de ese mes y se denota {\displaystyle {\overline {Q}}}. 
Una vez calculados para cada mes, ambos valores son calculados para todo el año y pueden ser leídos en la columna vertical al lado derecho del diagrama. El significado de la probabilidad de excedencia del 5% es que, estadísticamente, el caudal es mayor solo una vez cada 20 años, el de 10% una vez cada 10 años, el de 20% una vez cada 5 años, el de 85% quince veces cada 16 años y la de 95% diecisiete veces cada 18 años. Dicho de otra forma, el 5% es el caudal de años extremadamente lluviosos, el 95% es el caudal de años extremadamente secos. De la estación de las crecidas puede deducirse si el caudal depende de las lluvias (mayo-julio) o del derretimiento de las nieves (septiembre-enero).

## Historia
Francisco Solano Asta-Buruaga y Cienfuegos escribió en 1899 en su obra póstuma Diccionario Geográfico de la República de Chile sobre el río:
Putagán.-—Río del departamento de Linares cuyas fuentes se hallan en el paraje del Frutillar de los Puiquenes situado en la vertiente occidental de la rama de sierra inmediata al O. del fundo de Colbún, y de la banda del poniente del río Melado, quedando ese paraje entre la cordillera de los Andes hacia el E. de la ciudad de Linares. Allí reune varios arroyos como los de Quinquén, Rari, Machicure, &c. y baja en dirección al O. recibiendo después de salir de aquellas sierras, los cortos riachuelos de Panimávida y de Abránquil, hasta llegar al cerro de Quillipin, de donde tuerce al NO. para echarse en la derecha del Loncomilla á diez kilómetros al S. de la ciudad de San Javier. Pasa á diez kilómetros al N. de la ciudad de Linares y es atravesado por un puente del ferrocarril. Su caudal es moderado y su curso alcanza unos 70 kilómetros, siendo éste lento en su sección inferior y de márgenes bajas que se hacen en ciertos parajes pantanosas, pero bastante feraces en toda su extensión. El nombre es corrupción de thaighen, que se pronuncia traiguen, y la partícula de plural pu; significando pantanos de manantiales.